# Máy quay phim

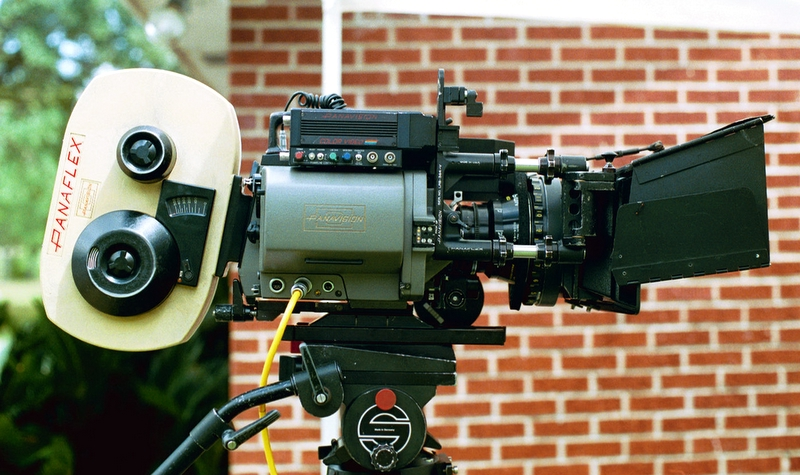
Máy quay phim Panavision PFX-GII Golden Panaflex là dạng máy chuyên nghiệp phổ biến dùng camera phim 35 mm.

Máy quay phim là dạng máy ảnh nhiếp ảnh ghi lại các chuỗi hình ảnh liên tục nhau theo thời gian trên phim chụp ảnh. Máy quay phim hiện nay được dùng nhiều cho mục đích cá nhân, tuy nhiên với các mục đích chuyên nghiệp, máy quay phim vẫn được sản xuất và sử dụng để sản xuất phim với đầy đủ các chức năng khác nhau. Máy quay phim được ra mắt đầu tiên vào năm 1895 tại Pháp.Lưu trữ ngày 12 tháng 9 năm 2005 tại Wayback Machine